# Gleditsia ×texana
Hybride
Parent  A  de l'hybridation 
  Gleditsia aquatica 
×

Parent  B  de l'hybridation 
  Gleditsia triacanthos 
Classification phylogénétique
Gleditsia ×texana Sarg. est une espèce de plantes à fleurs du genre Gleditsia et de la famille des Fabacées (ou Légumineuses). C'est un hybride naturel de Gleditsia aquatica et de Gleditsia triacanthos. C'est un arbre épineux à feuilles caduques originaire d'Amérique.

## Galerie

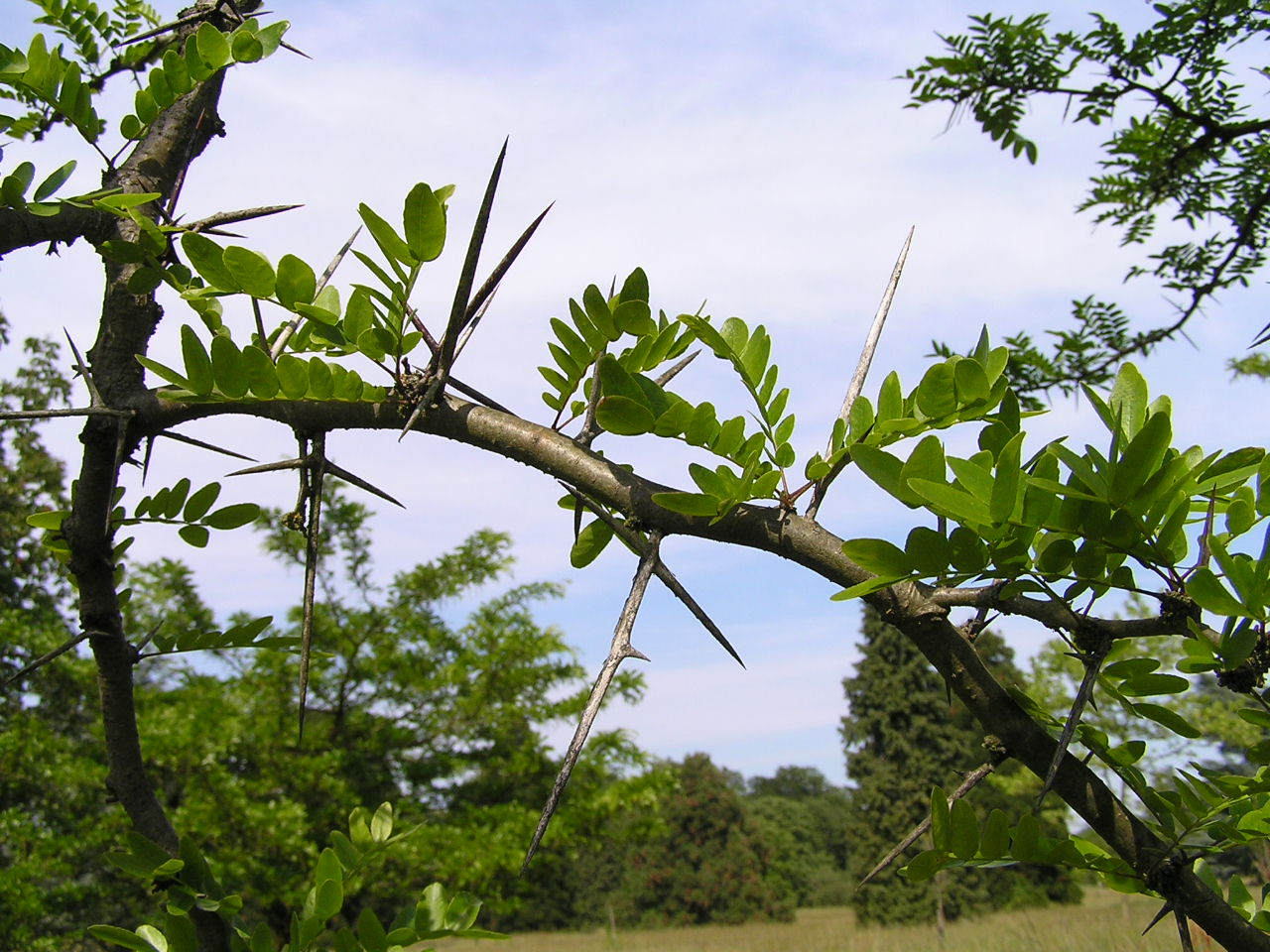
Épines et feuilles.
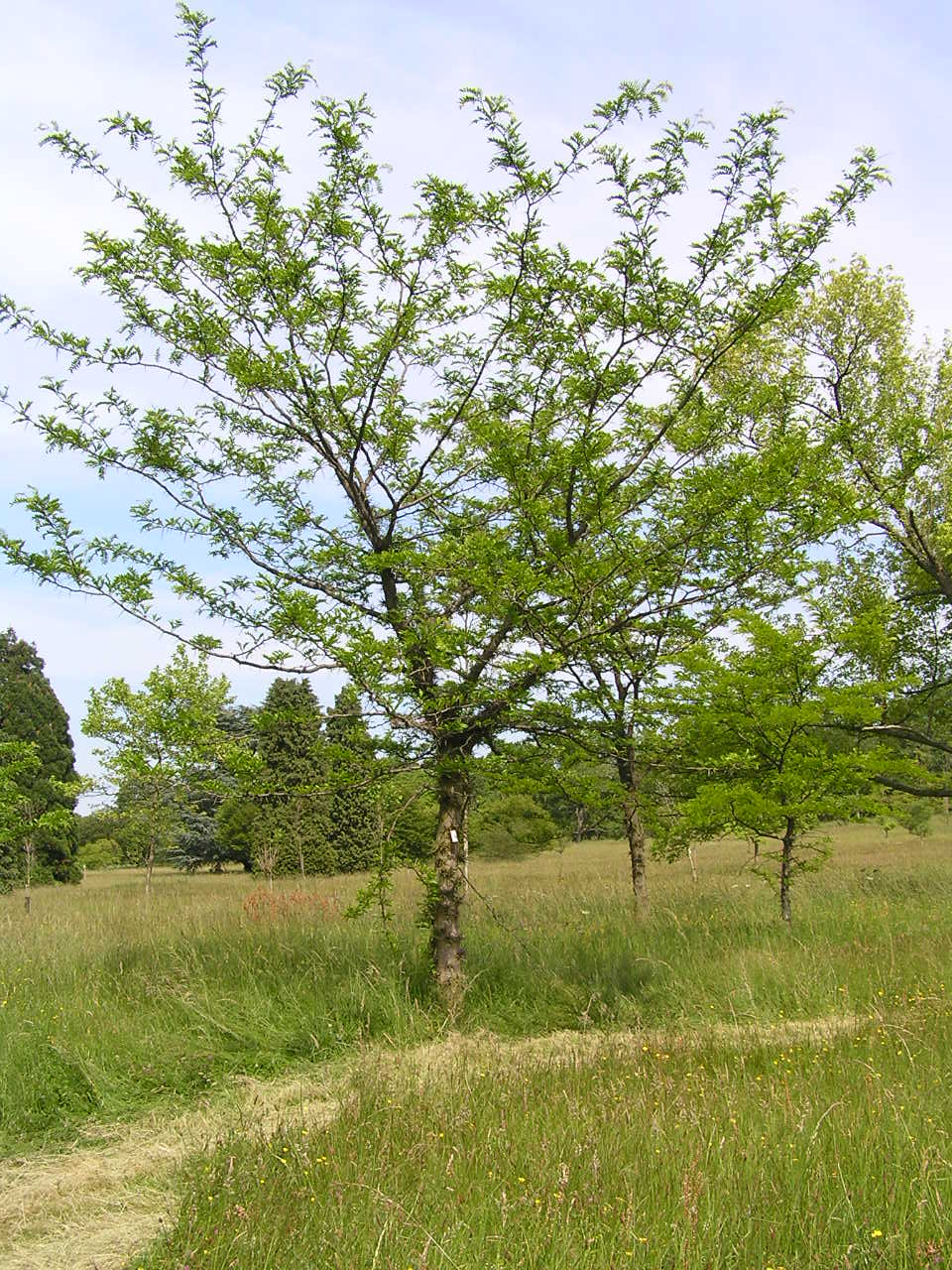
Gleditsia ×texana.